# Villamaa
Villamaa (Duits: Willema) is een plaats in de Estlandse gemeente Hiiumaa, provincie Hiiumaa. De plaats heeft de status van dorp (Estisch: küla).
Villamaa lag tot in oktober 2013 in de gemeente Kõrgessaare, daarna tot in oktober 2017 in de gemeente Hiiu en sindsdien in de fusiegemeente Hiiumaa.

## Bevolking
Het dorp had 20 inwoners op 31 december 2011 en 13 inwoners op 31 december 2021.

## Ligging
De plaats ligt aan de basis van het schiereiland Kõpu. De Tugimaantee 84, de secundaire weg van Emmaste naar Luidja, loopt door het dorp.

## Geschiedenis
Villamaa lag voor een deel op het landgoed van Lauk (Lauka) en voor een ander deel op dat van Hohenholm (Kõrgessaare). De plaats werd voor het eerst genoemd in 1564 als boerderij Jurgen Welhelma. In 1576 heette de boerderij Willam Jurgen, in 1599 Willama Clemett. In 1798 werd Villamaa genoemd als dorp Willama. Het is mogelijk, maar niet zeker dat de naam van het dorp is afgeleid van de Duitse voornaam Wilhelm.
Tussen 1977 en 1997 maakte het buurdorp Puski deel uit van Villamaa.